# Karl Anderson
Chad Allegra (Asheville, 18 de janeiro de 1980), mais conhecido pelo nome no ringue "Machine Gun" Karl Anderson, é um lutador de luta livre profissional americano atualmente contratado pela Impact Wrestling. Ele é o atual Campeão Mundial das Duplas da Impact ao lado de Doc Gallows em seu segundo reinado. Ele também faz aparições na New Japan Pro Wrestling (NJPW).
Anderson é conhecido por seu trabalho como especialista em duplas, principalmente na New Japan Pro-Wrestling (NJPW), onde é quatro vezes Campeão de Duplas da IWGP. Ele também detém o recorde de reinado mais longo e mais defesas com o título, alcançado em seu primeiro reinado com o ex-parceiro Giant Bernard. Anderson e Bernard também conquistaram o Campeonato de Duplas do GHC da Pro Wrestling Noah, e foram eleitos como duplas do ano pelo Wrestling Observer Newsletter em 2011. Anderson é um membro fundador e o segundo líder da stable Bullet Club, e três vezes vencedor do principal torneio de duplas da NJPW, a G1/World Tag League, tendo vencido em 2009 com Bernard, em 2012 com Hirooki Goto e em 2013 com Doc Gallows. Ele também lutou pela promoção independente Pro Wrestling Guerrilla (PWG) baseada no sul da Califórnia entre 2007 e 2009.
Anderson passou a maior parte de sua carreira no Japão, antes de assinar com a WWE ao lado de Gallows, A.J. Styles e Shinsuke Nakamura em 2016. Na WWE, Anderson venceu o Campeonato de Duplas do Raw duas vezes com seu parceiro Gallows. Em 15 de abril de 2020, Anderson e Gallows foram dispensados pela WWE e, três meses depois, assinaram um contrato com a Impact Wrestling, onde conquistaram os títulos de duplas da Impact em novembro.

## Vida pessoal
Nascido em Asheville, cresceu com sua mãe e irmão até receber um bolsa de estudos no Mars Hill College, onde jogaria baseball. Posteriormente se mudaria para Cincinnati, Ohio, onde iniciaria sua carreira profissional no Wrestling, sendo treinado na academia de  Les Thatcher, filiada ao Heartland Wrestling Association.

## Carreira na luta livre profissional

### Início de carreira (2000–2005)
Pouco depois de iniciar seu treinamento com Les Thatcher em 2000, ele sofreu uma concussão nas mãos do colega estagiário Derek Neikirk, que colocou Allegra fora de ação por mais de um ano. Quando ele sentiu que poderia retornar, ele contatou Kirk Sheppard que trabalhava para a Northern Wrestling Federation (NWF) em Cincinnati, que o apresentou a Roger Ruffen, o treinador principal da BoneKrushers (escola de luta livre da NWF). Allegra treinou por vários meses antes de estrear sob seu nome real em sua primeira partida profissional em 10 de maio de 2002, em uma derrota com o The Zodiac. Nos estágios iniciais de sua carreira, ele teve lutas com Prince Justice, Jimmy Valiant, Chris Harris, Shark Boy e Jerry Lawler. Na NWF, Allegra começou como parte do Young Lions, um grupo de quatro homens de novatos populares que entraram na promoção na mesma época. O primeiro a deixar o grupo foi Matt Parks. Allegra eventualmente se juntou a Parks como um heel e começou uma rivalidade com Ryan Stone e Jay Donaldson. No verão de 2005, a NWF e a HWA começaram uma disputa interpromocional. Isso culminou em uma luta um contra um, título contra título entre Allegra, o campeão da NWF, e Cody Hawk, o campeão da HWA.

### National Wrestling Alliance (2005–2008)
Em outubro de 2005, Allegra teve a oportunidade de lutar na convenção anual da National Wrestling Alliance (NWA), onde foi notado por Dave Marquez do NJPW LA Dojo. Allegra foi convidada para treinar no dojo e assim depois de perder o título da NWF para Ryan Stone em 1º de janeiro de 2006, Allegra começou a viver e lutar na Costa Oeste. Na Costa Oeste, Allegra foi nomeado como "Machine Gun" Karl Anderson, tornando-se um membro da história da família de luta livre Anderson e adotando a marca registrada da família como sua nova manobra de finalização. Ao longo dos anos, a associação com a família Anderson foi discretamente abandonada. Em pouco tempo, ele ganhou o Campeonato da Comunidade Britânica da NWA antes de perder para Alex Koslov.
Em 2007, ele começou a fazer parceria com Joey Ryan, em lutas da NWA promovidos por David Marquez. Ele apareceu semanalmente na MavTV, uma pequena rede de transmissão, transmitida em estações limitadas. A primeira luta pelo título da equipe foi contra The Young Bucks (Matt e Nick Jackson) em uma tentativa perdida pelo Campeonato de Duplas da AWS. Em abril, Anderson ganhou o Campeonato Americano da EWF de Human Tornado. Em 8 de julho de 2007, ele e Ryan venceram um combate triplo de duplas para reivindicar o vago Campeonato Mundial de Duplas da NWA. Anderson perdeu seu Campeonato Americano da EWF para Mikey Nicholls em 7 de setembro de 2007, em uma luta Iron Man de 30 minutos, que também incluiu Ryan Taylor. Anderson e Ryan, agora como os Real American Heroes, defenderam com sucesso seu campeonato em várias ocasiões, mas acabaram perdendo para Los Luchas (Phoenix Star e Zokre) em 10 de fevereiro de 2008.

### Pro Wrestling Guerilla (2007–2009)
No início de 2007, Anderson estreou no Pro Wrestling Guerrilla (PWG), conquistando grandes vitórias sobre lutadores estabelecidos como Frankie Kazarian e Colt Cabana. Ele continuaria a aparecer para PWG ao longo do ano, ocasionalmente em parceria com a facção Dynasty de Joey Ryan. Em 24 de fevereiro de 2008, ele participou de um torneio pelo Campeonato Mundial da PWG, derrotando Kazarian em sua primeira rodada. Mais tarde naquele mesmo dia, ele foi derrotado por Human Tornado na final do torneio, que também incluiu Roderick Strong. Após uma pausa de onze meses da PWG, Anderson retornou em 21 de fevereiro de 2009, mais uma vez em parceria com The Dynasty. Em 28 de agosto, ele e Joey Ryan desafiaram sem sucesso The Young Bucks pelo Campeonato Mundial das Duplas da PWG. Anderson fez sua última aparição no PWG em 4 de setembro de 2009, quando foi derrotado por Roderick Strong. Em 2013, olhando para trás em seu tempo no circuito independente californiano, Allegra afirmou: "Na verdade, odiei meu tempo todo em LA. Sempre houve ótimos momentos, mas olho para trás agora e não estava feliz lá. simplesmente não me diverti". No entanto, ele observou que não odiava a PWG, dizendo que eles o trataram bem e lhe deram uma oportunidade quando ninguém mais o faria.

### Ring of Honor (2007, 2013)
Em 19 de outubro de 2007, Anderson fez sua estreia pela Ring of Honor (ROH), perdendo para Chris Hero em uma partida de qualificação Survival of the Fittest. Dois dias depois, Anderson foi derrotado por Adam Pearce em uma luta individual. Depois de não aparecer na ROH por mais de cinco anos, Anderson voltou à promoção em 5 de abril de 2013, no Supercard of Honor VII, derrotando Roderick Strong. Nas gravações do dia seguinte da Ring of Honor Wrestling, Anderson conseguiu outra vitória sobre Michael Elgin. Anderson voltou para a promoção em 27 de julho para participar do torneio pelo Campeonato Mundial da ROH, derrotando ACH em sua primeira rodada. Em 17 de agosto, Anderson foi eliminado do torneio nas quartas de final por Michael Elgin.

### New Japan Pro-Wrestling (2008–2016)

#### Bad Intentions (2008–2012)
Como parte do novo acordo de troca de talentos entre a NWA e a NJPW, Anderson substituiu Yuji Nagata em 23 de março de 2008 no torneio anual New Japan Cup. Seu oponente no primeiro round foi o ás da divisão peso pesado júnior do New Japan, Koji Kanemoto, para quem Anderson perdeu por finalização.[27] Com base em seu desempenho, Anderson assinou um contrato de um ano com a NJPW.[2] Anderson então se juntou ao time de salto alto da NJPW Great Bash Heel (GBH) e passou o resto do ano lutando em lutas midcard.[28] Após um salto de GBH para Chaos, Anderson formou a dupla Bad Intentions com Giant Bernard e em 20 de junho os dois desafiaram o IWGP Tag Team Championship, mas não conseguiram derrotar os atuais campeões Team 3D (Brother Ray e Brother Devon ).[28] Anderson e Bernard entraram na G1 Tag League de 2009 e derrotaram Apollo 55 (Príncipe Devitt e Ryusuke Taguchi) na final para vencer o torneio e ganhar outra chance pelo título.[28][29] Em 8 de novembro no Destruction '09, a segunda partida entre Bad Intentions e Team 3D terminou em dupla contagem.[30] Em 4 de abril de 2010, os membros do Chaos, Toru Yano e Takashi Iizuka, atacaram Anderson e o expulsaram do estábulo com a ajuda de Tetsuya Naito e Yujiro Takahashi, que se juntaram ao estábulo no processo.[31] Giant Bernard, que não estava presente no show, acabou deixando Chaos ao lado de seu parceiro de tag team.[32] Em 19 de junho de 2010, no Dominion 6.19, Anderson e Bernard derrotaram as equipes de Seigigun (Yuji Nagata e Wataru Inoue) e No Limit (Tetsuya Naito e Yujiro Takahashi) em uma luta de eliminação de três vias para ganhar o IWGP Tag Team Championship. [33]

### WWE (2016–2020)

#### Buscas pelo campeonato de duplas (2016–2019)
Em 11 de abril de 2016, episódio do Raw, Anderson e Gallows (com Gallows voltando ao seu antigo nome de ringue da WWE, Luke Gallows) fizeram sua estreia, atacando The Usos. No Raw de 18 de abril, Anderson e Gallows atacaram o Campeão Mundial dos Pesos-Pesados da WWE Roman Reigns, seguindo a promo de Reigns com AJ Styles. Durante este tempo, Anderson e Gallows ajudaram Styles em sua rivalidade com Reigns, com Styles inicialmente indo contra sua ajuda. Gallows e Anderson lutaram sua primeira luta na WWE no Raw de 25 de abril, derrotando The Usos. No episódio do Raw de 30 de maio, Styles enfrentaria John Cena que estava retornando, que disse que a "nova era" teria que passar por ele, antes de oferecer a mão a Styles. Styles apertou sua mão, pouco antes de Anderson e Gallows interromperem. Enquanto Styles e Cena pareciam prontos para lutar contra Anderson e Gallows, Styles derrotou Cena repetidamente, reunindo The Club.
Em 19 de julho, como parte do draft da WWE, tanto Anderson quanto Gallows foram trasferidos para o Raw, enquanto AJ Styles foi trasferido para o SmackDown, separando o The Club. Em 24 de julho no Battleground, The Club lutou juntos pela última vez, perdendo para Cena, Enzo e Cass. Depois de se separar de Styles, Gallows e Anderson retomaram a rivalidade com The New Day, levando a uma luta SummerSlam pelo Campeonato de Duplas da WWE, que eles venceram por desqualificação devido ao envolvimento do convidado Jon Stewart e um retorno de Big E. No Clash of Champions, Anderson e Gallows não conseguiram ganhar os títulos. Em novembro, Anderson e Gallows foram anunciados como parte do Team Raw para a luta 10-on-10 Survivor Series Tag Team Elimination no Survivor Series, que eles venceram. No Raw de 18 de janeiro de 2017, Anderson e Gallows derrotaram Cesaro e Sheamus por contagem pelo Campeonato de Duplas do Raw; no entanto, devido a Sheamus ter acertado o árbitro, a decisão foi revertida para uma desqualificação, levando-os a vencer a luta, mas não o título. No pré-show do Royal Rumble, Anderson e Gallows derrotaram Cesaro e Sheamus para ganhar o Campeonato de Duplas do Raw pela primeira vez. Eles perderam o título para o retorno de The Hardy Boyz na WrestleMania 33 em uma luta de escadas fatal four-way de duplas. No show inicial do Payback em 30 de abril, Anderson e Gallows perderam para Enzo e Cass. Para o resto de 2017, Anderson e Gallows estavam principalmente fora da televisão, aparecendo apenas esporadicamente no Raw e principalmente sendo rebaixados ao Main Event.
No Raw de 1º de janeiro de 2018, a dupla se tornou face ao aparecer como parceiros surpresa do ex-companheiro de equipe do Bullet Club Finn Bálor. Após uma breve rivalidade, eles perderam para o The Revival no pré-show do Royal Rumble. Em 17 de abril, Anderson e Gallows foram transferidos para o SmackDown como parte do Superstar Shake-up. Na WrestleMania 34 em 8 de abril, Anderson e Gallows competiram no André the Giant Memorial Battle Royal, mas não venceram. No episódio de 22 de maio do SmackDown, Anderson e Gallows derrotaram The Usos para se tornarem desafiantes ao Campeonato de Duplas do SmackDown, mas eles não conseguiram ganhar o título do The Bludgeon Brothers no pré-show do Money in the Bank. e também perdeu uma revanche no episódio de 19 de junho do SmackDown. Na WrestleMania 35 em abril de 2019, Anderson e Gallows lutaram em seu segundo André the Giant Memorial Battle Royal, mas novamente não venceram.

#### The O.C. (2019–2020)
No Raw de 29 de abril, Anderson e Gallows retornaram, perdendo para The Usos. A partir desse combate, eles não venceram uma partida na televisão desde que derrotaram os Usos em maio de 2018. Em julho de 2019, foi relatado que Gallows e Anderson haviam renovado com a WWE para contratos de cinco anos. Depois que Styles perdeu uma luta pelo Campeonato dos Estados Unidos para Ricochet; Anderson e Gallows ajudaram Styles a derrotar Ricochet, e reunir o The Club como vilões. No episódio de 22 de julho do Raw, The Club foi renomeado para The O.C., que significa "Clube Original". No Raw de 30 de julho, Gallows e Anderson se tornaram duas vezes Campeões de Duplas do Raw ao derrotar The Revival e The Usos em uma luta de duplas de ameaça tripla. Dentro de semanas, eles perderam os títulos para Rollins e Strowman. No Crown Jewel, Anderson e Gallows venceram a Copa do Mundo de Duplas da WWE, derrotando outras oito equipes. Anderson participou da luta Royal Rumble no pay-per-view homônimo e entrou como número 20, mas foi eliminado por Randy Orton.
A última aparição de Anderson na WWE seria ao lado de Gallows e Styles como parte da luta Boneyard na WrestleMania 36 contra The Undertaker. Em 15 de abril de 2020, Karl Anderson foi dispensado pela WWE junto com vários outros lutadores por causa das medidas implementadas pela WWE devido à pandemia do COVID-19.

### Impact Wrestling (2020–presente)
Em 18 de julho de 2020, Gallows e Anderson anunciaram que ambos assinaram contratos de dois anos com o Impact Wrestling e apareceriam no Slammiversary. No evento, Gallows (chamado de Doc Gallows) e Anderson (usando seu apelido de "Machine Gun"), agora conhecido como The Good Brothers, apareceram no final do show ajudando Eddie Edwards a afastar Ace Austin e Madman Fulton antes de comemorar com Edwards, estabelecendo-se como favoritos dos fãs. No Bound for Glory, Gallows e Anderson competiram em uma luta de quatro duplas pelo Campeonato Mundial de Duplas da Impact, que foi vencido por The North. No Turning Point, Gallows e Anderson derrotaram The North para ganhar o Campeonato Mundial de Duplas da Impact pela primeira vez, tornando-se a segunda dupla (depois de The Dudley Boyz) a ganhar o campeonato de duplas na NJPW, WWE e Impact.

### All Elite Wrestling (2021)
Gallows com Anderson como The Good Brothers fez sua estreia na AEW no final do AEW Dynamite New Year's Smash Night 1, salvando Kenny Omega de Jon Moxley e fazendo o gesto de mão "Too Sweet" junto com Omega e The Young Bucks. Gallows e Anderson estavam fazendo aparições na AEW, devido a um acordo de relacionamento de trabalho com o Impact Wrestling.

### Retorno a New Japan Pro-Wrestling (2021)
Em junho de 2021, foi anunciado que Anderson, juntamente com Gallows, retornaria à New Japan Pro Wrestling pela primeira vez desde o início de 2016 como parte do programa NJPW Strong, com sede nos Estados Unidos, e competiria em seu torneio Tag Team Turbulence.

## Na luta livre
- Movimentos de finalização 
  - Como Karl Anderson

- Gun Stun (Three-quarter facelock caindo em um seated jawbreaker ou um bulldog) – NJPW
- Spinning spinebuster

- Como Chad 2 Badd

- Baddest Kick in the World (Running big boot)
- Too Badd (Diving neckbreaker)

- Movimentos secundários 
  - Boston crab[59]
- Como Giant Bernard
  - Giant Gun Stun (Combinação Flapjack (Bernard) / Cutter (Anderson))[60]
  - Magic Killer (Aided snap swinging neckbreaker)[61]
- Alcunhas
  - "2 Badd"[57]
  - "Machine Gun[57]

## Campeonatos e prêmios
- Empire Wrestling Federation
  - EWF American Championship (1 vez)[62]
- National Wrestling Alliance
  - NWA World Tag Team Championship (1 vez) – com Joey Ryan[59]
- NWA Midwest
  - NWA Heartland States Heavyweight Championship (1 vez)[59][63]
- NWA United Kingdom
  - NWA British Commonwealth Heavyweight Championship (1 vez)[64]
- New Japan Pro Wrestling
  - IWGP Tag Team Championship (1 vez) – com Giant Bernard[58][65]
  - G1 Climax Tag League (2009) – com Giant Bernard[66]
- Northern Wrestling Federation
  - NWF Heavyweight Championship (2 vezes)[59]
- Pro Wrestling Illustrated
  - PWI colocou-o em 122º dos 500 melhores lutadores individuais na PWI 500 em 2010[67]
- Pro Wrestling Noah
  - GHC Tag Team Championship (1 vez) – com Giant Bernard[68]
- Stampede Wrestling
  - Stampede British Commonwealth Heavyweight Championship (1 vez)[69]
- Wrestling Observer Newsletter
  - Tag Team of the Year (2011)[70] – with Giant Bernard
- WWE
  - WWE Raw Tag Team Championship (2 vezes) – com Luke Gallows[71]
  - Best tag team in the world – com Luke Gallows